# BMW C1

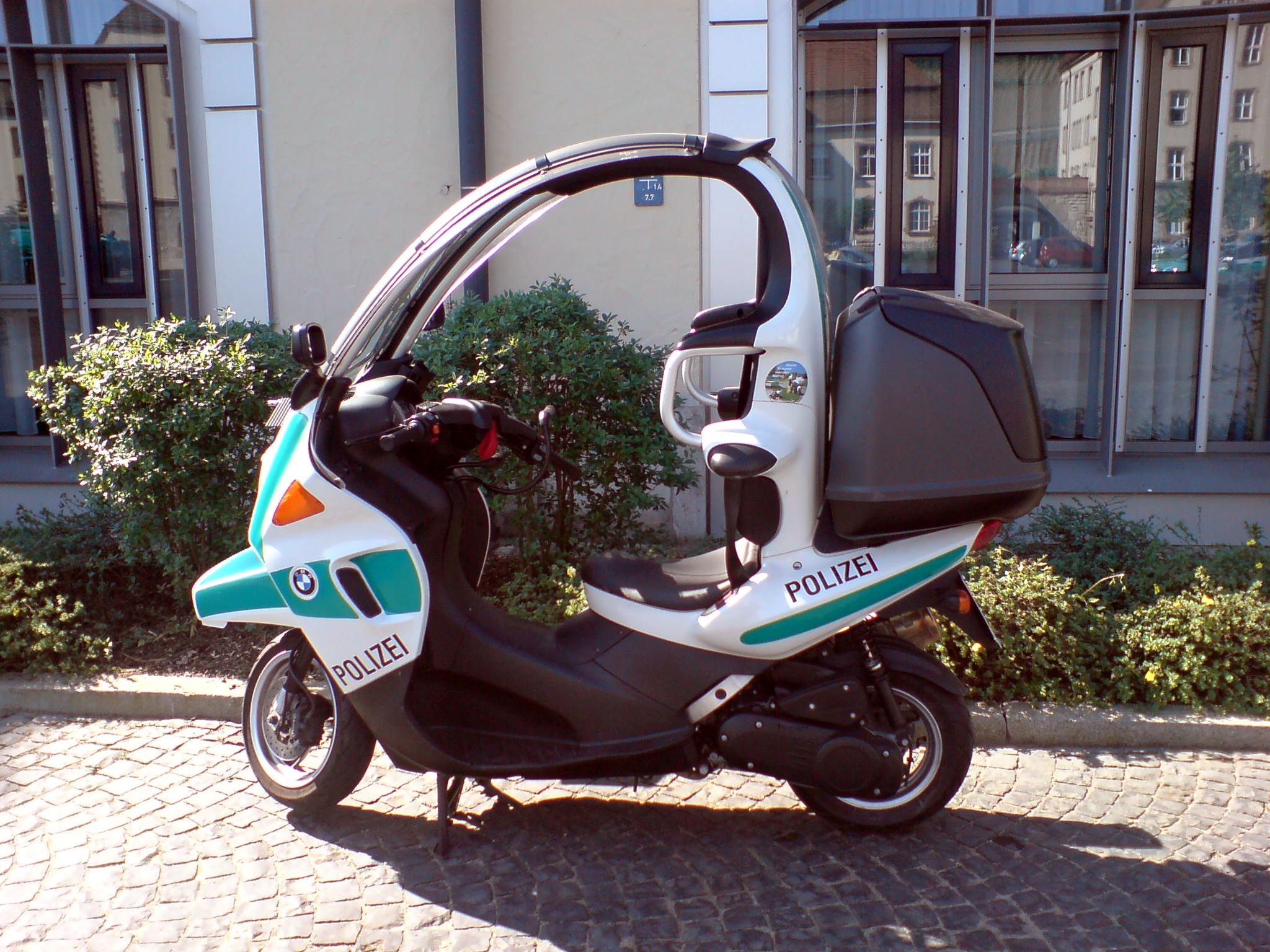
BMW C1 der Bayerischen Polizei

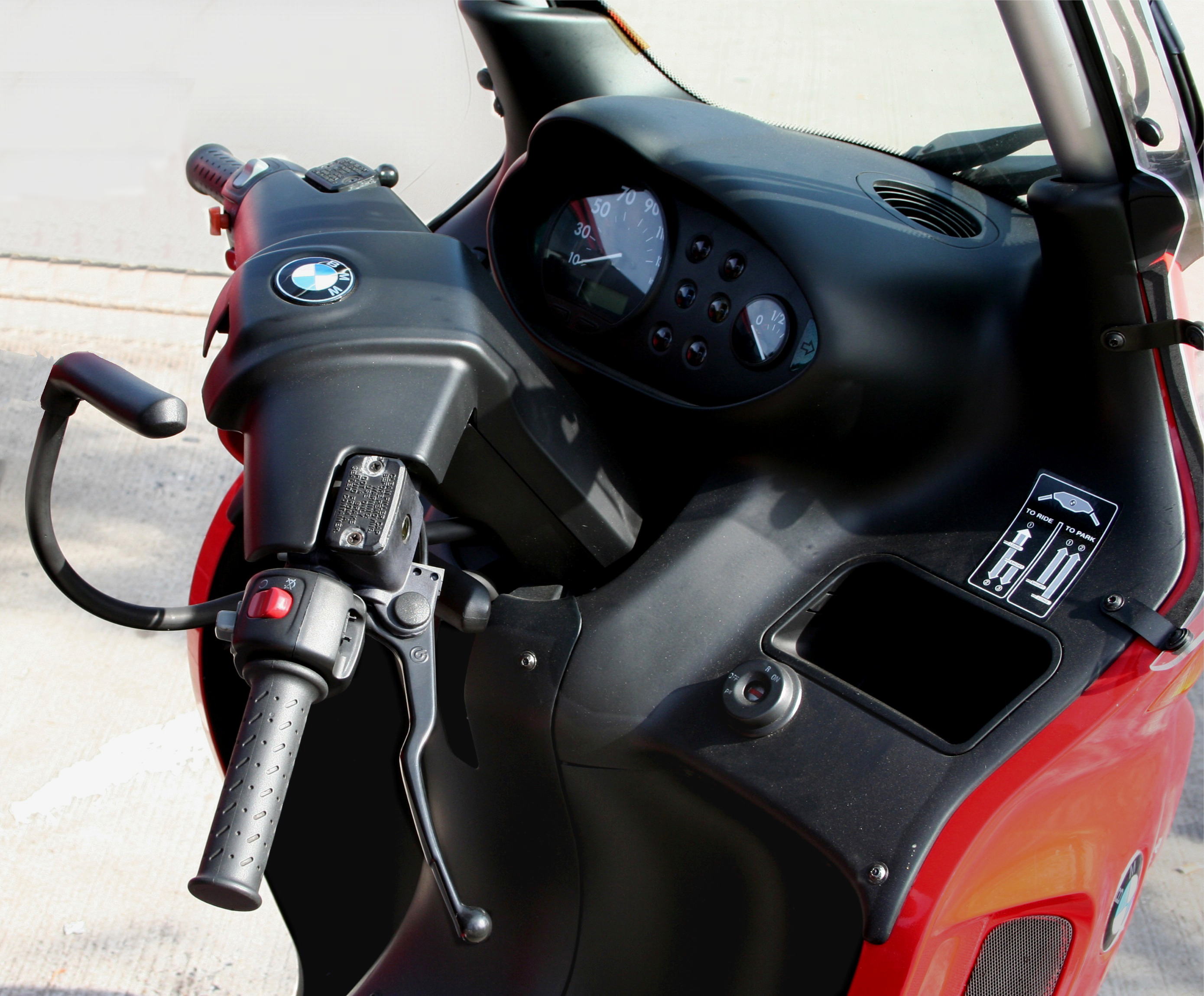
BMW C1 Cockpit, links Hebel für Ständerbetätigung (hochgezogen)

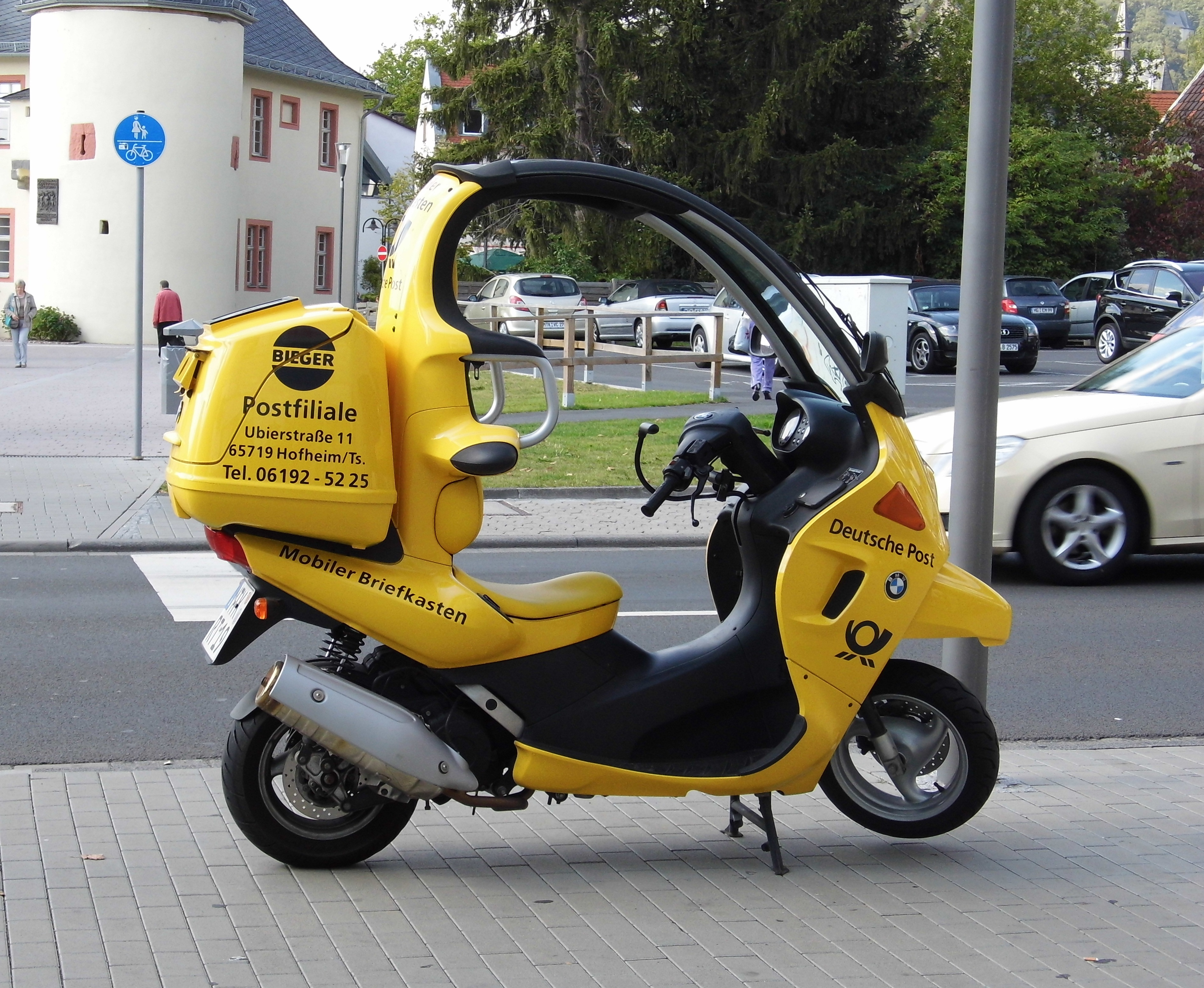
„Mobiler Briefkasten“ in Hofheim am Taunus

Der BMW C1 ist ein Dachroller der Bayerischen Motoren Werke, der im Herbst 1992 auf der Zweiradmesse IFMA in Köln als Designstudie präsentiert und ab Frühjahr 2000 als „innovatives Fahrzeugkonzept auf zwei Rädern“ vermarktet wurde. Das italienische Karosseriebauunternehmen Bertone montierte das Zweirad in Turin. Die Motoren kamen wie schon bei der Aprilia-Gemeinschaftsentwicklung BMW F 650 von Rotax aus Gunskirchen in Österreich. Die Produktion wurde 2003 eingestellt.

## Konzeption
Der BMW C1 sollte die Wendigkeit eines Motorrades, aber gleichzeitig höhere Sicherheit sowie mit einem Dach den Wetterschutz eines Kabinenrollers bieten. Die Idee eines überdachten Motorrollers war zwar schon in Experimentalfahrzeugen ausprobiert, aber noch in keinem Serienfahrzeug verwirklicht worden. Der gegenüber dem Motorrad bessere Unfallschutz sollte durch eine Sicherheitszelle und Sicherheitsgurte erreicht werden, sodass die Helmpflicht entfallen konnte. Hinzu kam weitgehender Wetterschutz vor Regen und Fahrtwind. Der Fahrgastkäfig wurde 2001 zum Patent angemeldet. Nachdem fünf Generationen von Prototypen entwickelt worden waren, genehmigte der Vorstand 1997 das Projekt, und innerhalb von zweieinhalb Jahren wurde der Roller zur Serienreife gebracht.

## Modelle und Technik
Es wurden zwei Modelle C1 und C1 200 gebaut, die sich nur in der Motorisierung unterschieden. Der Hubraum des „großen“ C1 200 beträgt nur 176 cm³, weil die Zylinderbohrung im gleichen Gehäuse nicht weiter vergrößert werden konnte.
Für den C1 125 spricht die günstigere Steuerklassifizierung. Er darf auch mit Führerschein Klasse A1 und den veralteten Klassen 3 & 4 – vor 1. April 1980 gefahren werden. Die Kfz-Versicherung ist allerdings höher als bei der großen Variante.

### Antrieb
Der C1 wird von einer Triebsatzschwinge angetrieben. Der Grundmotor des Einzylinder 4-Takt-Motors ist mit dem Aprilia Leonardo 125, der auch bei Rotax gebaut wurde, verwandt. Die Leistungssteigerung gegenüber dem Leonardo (11,6 PS/10,5 Nm) wurde mit einem neuen Zylinderkopf mit Vierventiltechnik, zwei oben liegenden Nockenwellen und elektronischer Benzineinspritzung erreicht.
|                           | C1 125                     | C1 200                     |
| ------------------------- | -------------------------- | -------------------------- |
| Typschlüssel              | 0191                       | 0192                       |
| Hubraum                   | 125 cm³                    | 176 cm³                    |
| Bohrung                   | 56,4 mm                    | 62,0 mm                    |
| Hub                       | 50,0 mm                    | 58,5 mm                    |
| Verdichtung               | 13,0 : 1                   | 11,5 : 1                   |
| Leistung                  | 11 kW/15 PS bei 9250 min−1 | 13 kW/18 PS bei 9000 min−1 |
| Drehmoment                | 12 Nm bei 6500 min−1       | 17 Nm bei 6500 min−1       |
| Beschleunigung 0– 50 km/h | 5,9 s                      | 3,9 s                      |
| Höchstgeschwindigkeit     | 106 km/h                   | 112 km/h                   |
| Kraftstoffverbrauch       | 2,9 l/100 km ROZ 95        | 3,2 l/100 km ROZ 95        |

Die Antriebskraft wird über ein stufenloses CVT-Getriebe und Keilriemen an das Hinterrad übertragen. Die Getriebespreizung liegt zwischen 3.0 und 0.9 : 1.
Die Abgase werden mit einem geregelten Drei-Wege-Katalysator gereinigt. Der Motor ist flüssigkeitsgekühlt und wird elektrisch gestartet.

### Fahrwerk
Der Rahmen des C1 wurde als Spaceframe in Aluminiumguss– und Knetlegierungen ausgeführt. Der Überrollbügel und die Schultersturzbügel sind ebenfalls aus hochfesten Aluminium-Legierungen. Im vorderen Bereich wurde ein Crashelement, als Pralldämpfer beim Frontcrash integriert. In den seitlichen Sturzbügeln sind ebenfalls Schaumstoffpralldämpfer enthalten, die die Struktur vor Schäden beim einfachen Umfaller schützen soll. Die Tragstruktur (Rahmen, Längslenker, Überrollbügel und Schultersturzbügel) konstruierte Frank Lanner.
Das Vorderrad wird vom für BMW patentierten Telelever geführt. Er wurde erstmalig in Aluminium ausgeführt. Der Durchmesser der Rohre beträgt 32 mm, der Federweg 80 mm.
Das Hinterrad wird von einer Triebsatzschwinge geführt und von zwei Monroe-Federbeinen gedämpft.
Der C1 hat vorn und hinten Scheibenbremsen. Der Scheibendurchmesser beträgt jeweils 220 mm. Die Bremszangen sind als Ein-Kolben-Schwimmsattel mit Kolbendurchmesser 34 mm ausgeführt.
Als Sonderausstattung ist ein Zwei-Kanal-ABS erhältlich.
Die Räder und Bereifung haben folgende Dimensionen:
|              | C1                 |
| ------------ | ------------------ |
| Vorderrad    | 3,5 × 13" Gussrad  |
| Hinterrad    | 3,5 × 12" Gussrad  |
| Vorderreifen | 120/70 R13         |
| Hinterreifen | 140/70 R12         |
| Reifentyp    | radial schlauchlos |

## Innovationen, Stärken und Vorteile

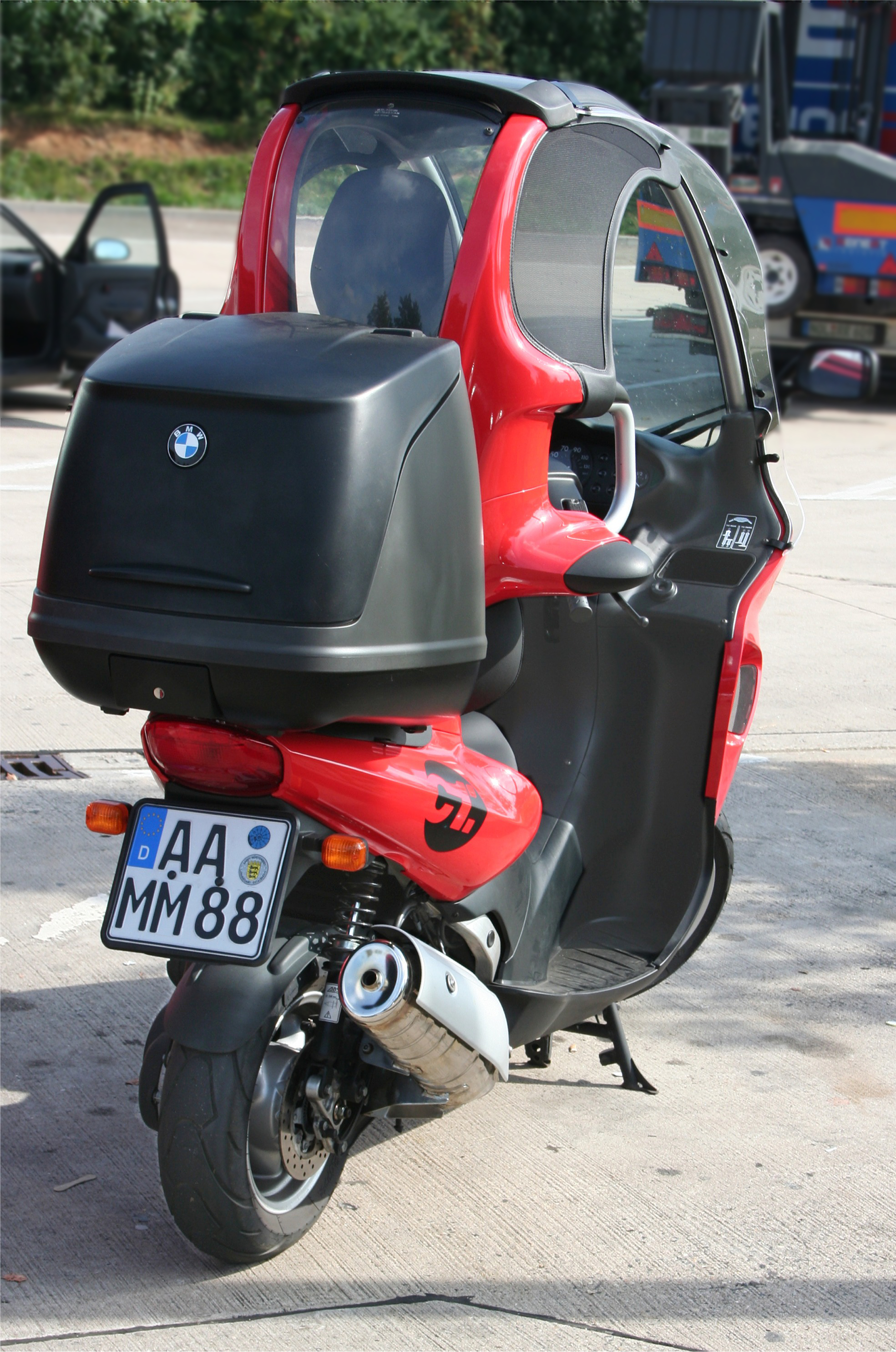
C1 mit als Zubehör lieferbarem großen Koffer und Windpaket

Die erstrebten Eckpunkte „Fahrsicherheit“ und „Wetterschutz“ drangen nicht vollständig ins öffentliche Bewusstsein:
- Sicherheitszelle beim Zweirad
  - Guter Frontalaufprallschutz durch zwei Sicherheitsgurte und Sicherheitszelle
  - Keine Helmpflicht beim Tragen beider Gurte (außer Großbritannien und Schweden)
  - Durch Schultersturzbügel verringerte Verletzungsgefahr bei Stürzen
  - Frontpralldämpfer als Crashelement
- Wetterschutz
  - Abfangen des Fahrtwindes
  - Dach beziehungsweise Niederschlagsschutz
- Reichweite von etwa 200 km
- Ständersystem vom Fahrersitz aus zu bedienen: Zum Heben und Senken des Fahrzeuges sowie Aus- und Einfahren des Ständers befinden sich unter dem Lenker zwei Hebel mit Seilzug. Ein Mangel dieses Systems ist, dass sich der Ständer auf unebenem Untergrund teilweise schwierig einklappen lässt. Notwendig ist das System wegen des hohen Schwerpunktes und weil es kaum möglich ist, ohne abgesetzten Ständer auszusteigen.
- Für einen Roller stabiles Fahrwerk
- Großes Stauvolumen durch wahlweise lieferbares 80-Liter-Topcase

## Schwächen und Nachteile
- Hoher Neupreis
- Hohe Wartungs- und Instandhaltungskosten
- Motor
  - bescheidene Fahrleistungen durch zu kleinem Motor, großes Gewicht und hohen Luftwiderstand
  - relativ hoher Kraftstoffverbrauch
  - hohe Lärmbelastung des Fahrers und der Umgebung. Verbesserung konnte nachträglich durch Einbau des Geräuschreduzierungskits[11] geschaffen werden
  - Motorqualität (Start- und Gleichlaufprobleme bei Feuchtigkeit, heikle Ventilspieltoleranzen und daraus resultierende geringe Höchstdrehzahlfestigkeit, die bei Inspektionen durch softwareseitige Reduzierung verbessert wurde)
  - mangelnde Standfestigkeit des CVT-Riemens
- Fahrwerk
  - bescheidener Abrollkomfort durch zu kleine Räder/Reifen
  - durch Helmbefreiung hohe Lärmbelastung des Fahrers. Es wird außerdem eine Schutzbrille empfohlen
  - Fehlbedienung des Ständersystems kann zum Defekt des Überlastschutzes oder zum Reißen des Seilzuges der Ständermechanik führen
  - unzureichender Wind- und Wetterschutz wurde durch das „Windpaket“[12] etwas verbessert
  - Windempfindlichkeit durch große Windangriffsfläche der Verkleidung
  - Rückwärtsrangieren ist weniger komfortabel als bei anderen Zweirädern.
  - Höherer Schwerpunkt als bei anderen Motorrollern
  - Hohes Leergewicht von 185 kg für einen Motorroller
  - Teilweise mangelhafte Qualität einzelner Bauteile oder Baugruppen (z. B. stark begrenzte Standzeit insbesondere der Vorderradlager, verschleißanfällige Sitzbespannung, geringe Bruchfestigkeit der Kunststoffverkleidungen, schlechte elektrische Steckverbindungen und Schalter)
  - Der Sozius sitzt getrennt vom Fahrer außerhalb der Überdachung und muss einen Motorradhelm tragen.

Das durch den hohen Schwerpunkt bedingte Fahrverhalten wird nach kurzer Eingewöhnungszeit nicht mehr als störend empfunden. Der C1 ist zwar weniger wendig beim Rangieren als ein Fahrrad oder andere Roller, aber er lässt sich ohne Schwierigkeiten aufrecht halten. Auch bei absichtlichem Kippeln im Stand kann ein Umfallen mit durchschnittlicher Beinkraft eines Erwachsenen leichter verhindert werden, als es von der Fahrzeughöhe her zu vermuten wäre. Die aufzubringende Kraft hierfür ist zwar nicht unerheblich, aber eher geringer als bei einem schweren Motorrad.

## Erklärungsbedürftigkeit und Vertriebsprobleme
Im Gegensatz zu vielen anderen Fahrzeugen erweckt der C1 auch heute noch Aufmerksamkeit. Dennoch war er schwer verkäuflich: Weder die klassischen Käufergruppen für Autos noch jene für Motorräder ließen sich direkt mobilisieren. Vertrieben wurde der C1 von Autohändlern, nicht über den Motorradhandel. Wie es heißt, gaben ihn Autohändler beim Kauf eines BMW 7er als Zugabe mit. Manche Motorradfahrer konnten sich schlecht mit einem oben geschlossenen Fahrzeug identifizieren, in dem man sich anschnallen muss. Dem gegenüber steht jedoch ein helmfreier Kopf.
Das rundliche, ungewohnte Design polarisierte.
Im Endeffekt kann der C1 wegen der fehlenden Tauglichkeit bei Schnee und Eis von einem Großteil der Käufer nicht als alleiniger Ersatz eines Autos verwendet werden, was den Preisvorteil gegenüber einem Auto zunichtemachte. Das noch nicht etablierte Image gegenüber gleich teuren Motorrädern und die gering erscheinende Höchstgeschwindigkeit ließen den Preis für potentielle Käufer sogar relativ hoch wirken. Das Basismodell kostete 9.980 DM, die Ausführung „Familys Friend“ 10.990 DM und das Modell „Executive“ (mit Handyhalterung und exklusiverem Interieur) 11.490 DM. Viele sinnvolle Ausstattungen wie Antiblockiersystem (ABS), Kofferraum oder ein Mitfahrersitz waren kostenpflichtiges Zubehör. Sogar der Schalter für die Warnblinkanlage war aufpreispflichtig. Das trieb den Preis für ein voll ausgestattetes Modell auf 15.000 bis 16.000 DM.
Zum Vergleich: Eine neue Kawasaki ZR-7 (luft/ölgekühlter 0,738-Liter-Reihenvierzylindermotor, 56 kW, 205 km/h) war zu diesem Preis ebenso erhältlich, während ein Kia Pride (1,3-Liter-Vierzylindermotor, 47 kW, 150 km/h) als preisgünstigster Kleinwagen auf dem deutschen Markt zur gleichen Zeit 12.990 DM kostete.
Auch potentielle Auslöser eines Imageschubs („Spaßfaktor“) wie die auf Wunsch erhältliche Musikanlage überzeugten wegen unglücklicher Verwirklichung nicht. Über einen Verstärker mit zwei Lautsprechern konnte Musik von tragbaren Medienabspielgeräten, etwa CD-Spielern, abgespielt werden. Die Lautstärke war beschränkt und wurde zusätzlich abhängig vom Motorgeräusch automatisch verändert. In der Praxis wurde das System vielfach als untauglich empfunden; die Musiklautstärke musste ständig manuell korrigiert werden.
Mögliche Interessenten ließen sich insbesondere vom wesentlichen Vorteil des Regenschutzes nicht ausreichend überzeugen. Oft gehörtes Vorurteil war, nur ein seitlich geschlossenes Fahrzeug könne effektiv vor Regen schützen. Diese Erklärungsprobleme waren für den Hersteller offensichtlich unerwartet, schließlich wäre das Modell des seitlich ebenfalls offenen Regenschirms plus Frontalschutz plausibel zu erläutern gewesen.
Trotz hoher Aufmerksamkeit konnten letztlich zu wenig Käufer veranlasst werden, von ihren bisherigen Fahrzeugen, insbesondere Auto oder Motorrad/Motorroller, umzusteigen. Eine neue homogene Käufergruppe bildete sich nicht aus oder blieb zumindest zu klein. Ursächlich verantwortlich dürfte hierbei eine völlig misslungene Marketingstrategie seitens BMW gewesen sein. Als Hauptkäuferkreis wurde in den Werbebroschüren der Typ des Yuppies umworben. Unter den tatsächlichen Käufern sind viele Menschen mit beruflich notwendiger hoher Mobilität vertreten, preisbedingt oft aus der (gehobenen) Mittelschicht und damit eher nicht jugendlich. Die grundlegenden Vorteile des Konzepts – weit höherer Verletzungs- und Wetterschutz als bei allen anderen Zweirädern sowie die Möglichkeit, in Alltags- statt sonst notwendiger Schutzkleidung zu fahren – wurden nicht oder nur unzureichend herausgestellt.

## Zubehör und Erweiterungen
- Antiblockiersystem (ABS)
- Griff- und Sitzheizung
- Sonnendach
- Kofferraum (Topcase)
- zusätzlicher Wind- und Regenschutz
- Geräuschreduzierungskit für den Fahrer
- Handyhalter
- Spiegel im Topcase
- Warnblinkanlage
- Notsitz für Mitfahrer (erfordert Schutzhelm)

## Das Ende der Fertigung
Im Sommer 2003 wurde bekannt, dass BMW die Fertigung einstellt. BMW gab allen Kunden eine Garantie zum Bezug von Ersatzteilen für die Dauer von zehn Jahren. Insgesamt wurden 33.714 Fahrzeuge verkauft. Der Name C1 wurde im Jahr 2004 an den Hersteller Citroën verkauft, der 2005 seinen Kleinwagen Citroën C1 vorstellte.
Andere Hersteller brachten ähnliche Konzepte auf den Markt. Insbesondere Peugeot und Benelli stellten ein ebenfalls überdachtes Motorrad vor, welches deutlicher einem klassischen Roller nachempfunden ist. Neben einem unaufwendiger gestalteten Kunststoffdach fällt weiterhin auf, dass hier der Beifahrersitz (Sozius) innerhalb der Überdachung liegt. Allerdings wurde keine Helmbefreiung für die Motorroller von Peugeot und Benelli (Adiva) erteilt, da ihr Dach nur einen Wetterschutz darstellt und keine Sicherheitszelle wie beim C1.

## Konzepte
Im Oktober 2009 präsentierte BMW im Rahmen des Sicherheitsprojektes European Safer Urban Motorcycling (eSUM) eine Konzeptstudie C1-E mit Elektroantrieb. Eine Lithium-Ionen-Batterie mit einer Kapazität von 3,7 Kilowattstunden sollte einen Elektromotor des US-amerikanischen Herstellers Vectrix versorgen, womit Strecken zwischen 50 und 110 Kilometer möglich gewesen wären. Umgesetzt wurde die Studie nicht.

## Die Community
Gleichzeitig mit den ersten BMW C1 auf deutschen Straßen entwickelte sich eine rege Online-Community, die sich über Foren der Probleme und der Begeisterung annimmt. Hier wird z. B. jährlich ein internationales Treffen organisiert, bei Problemen gegenseitig geholfen usw. International sind ein englisches und ein italienisches Forum zu erwähnen. Zusätzlich etablierten sich viele regionale Stammtische, Clubs, Homepages und Foren.

## Rezension
„Das hohe Gewicht stört beim Rangieren, der hohe Schwerpunkt durch die mächtig aufragende Sicherheitszelle macht den C1 kippelig, das Auf- und Abbocken ist umständlich. An der Ampel kommt der BMW nicht sehr flott vom Fleck, und praktisch zum Shoppen wird er erst mit extra geordertem Topcase. Der C1 will stets unter Zug gehalten werden, dann hält sich seine Neigung zum Kippeln in Grenzen. Das hohe Gewicht und der hohe Schwerpunkt vermiesen das Handling bei flotter Landstraßenfahrt. Immerhin bürgt das solide Fahrwerk für Stabilität und die Bremsen (optional mit ABS) sind erste Sahne.“

„Das Kurvenhandling des C1 ist tadellos. Wenn man sich erst einmal an die stetig vor dem Gesichtsfeld pendelnden Holme des Überrollkäfigs gewöhnt hat, geht es flott und fröhlich dahin. Der Antritt ist absolut in Ordnung, bei voll aufgedrehtem Gasgriff beschleunigt der C1 200 in rund vier Sekunden von 0 auf 50 km/h.“

„Der Windschutz hält, was die Karosserie verspricht. Luftig wird es lediglich im Bereich des Kopfes. […] Was die Entwicklungsingenieure dem C1 allerdings konstruktionsbedingt nicht austreiben konnten, ist eine spürbare Seitenwindempfindlichkeit.“